# Hearts of the World
Hearts of the World (Aos Corações do Mundo (título em Portugal) ) é um filme mudo estadunidense de longa-metragem, escrito e dirigido por D. W. Griffith em 1918. O filme tem como base a Primeira Guerra Mundial. As filmagens ocorreram na Grã-Bretanha e perto da frente Ocidental, feito a pedido do governo britânico para mudar a mentalidade neutra do público estadunidense.

## Elenco

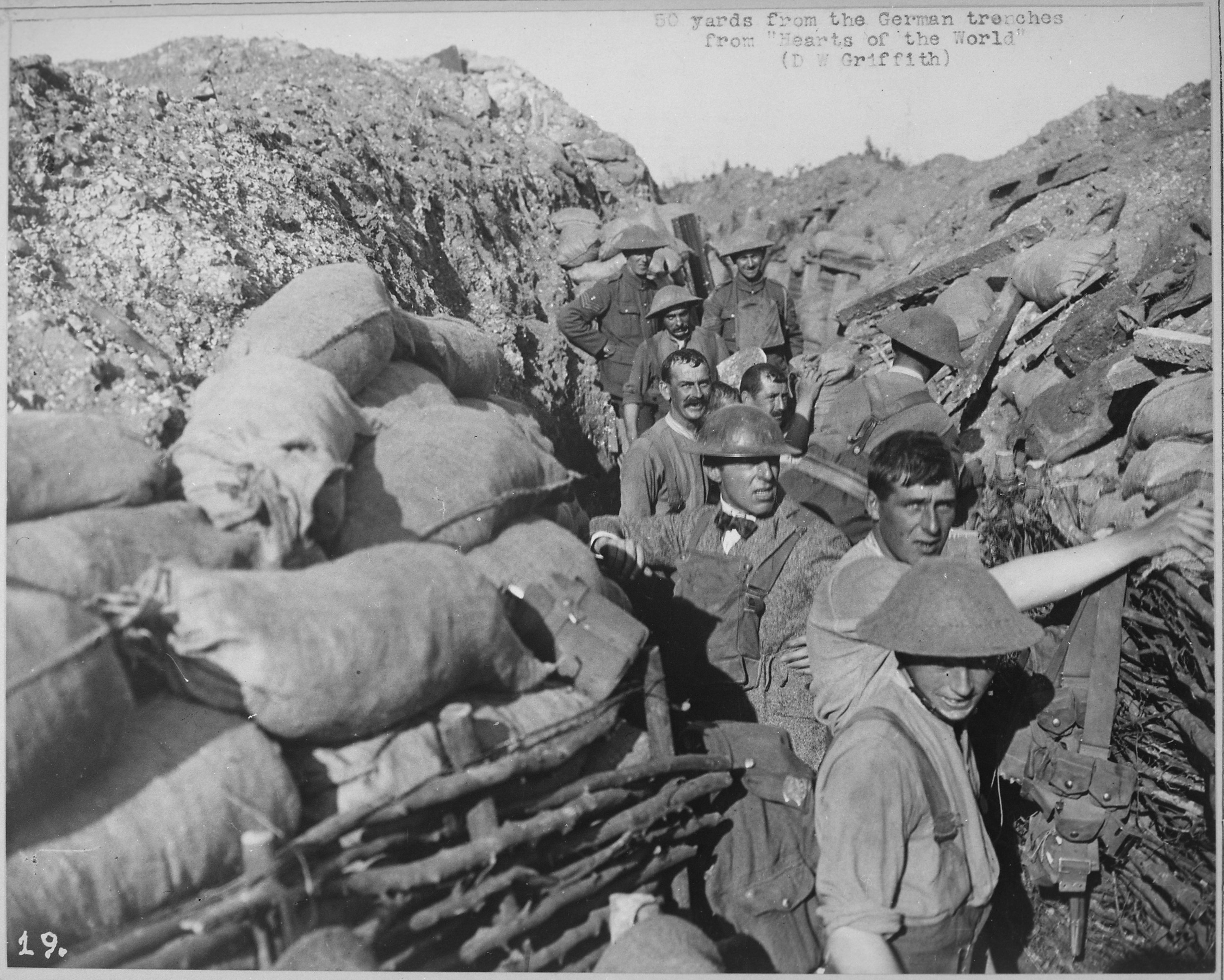
Foto tirada durante as filmagens do "Hearts of the World" na França. D. W. Griffith está na foto, vestido em roupas civis.

- Adolph Lestina
- Josephine Crowell
- Lilian Gish
- Robert Harron
- Jack Cosgrave
- Kate Bruce
- Ben Alexander[3]
- Marion Emmons
- Francis Marion
- Dorothy Anderson
- George Fawcett
- George Siegmann
- Fay Holderness
- L. Lowry